# 阿瓜格蘭德縣
阿瓜格蘭德縣（葡萄牙語：Água Grande）是非洲國家聖多美和普林西比的一個縣，位於聖多美島，首府聖多美，位於該國東北部，面積17平方公里，2004年人口估計約54,300。